# 科尔贝伊-埃松站
科尔贝伊-埃松站，是法国的一个铁路车站，位于法国首都巴黎南郊的科尔贝伊-埃松，距离巴黎大约32公里，属于第五收费区（法語：Zone 5）。

## 位置
科尔贝伊-埃松站位于科尔贝伊-埃松市区的中部，老城区西北。该站是法国南郊的一个区域性铁路枢纽，位于圣乔治新城—蒙塔日铁路32.367公里处，同时也是格里尼－科尔贝伊-埃松铁路的终点和科尔贝伊-埃松－蒙特罗铁路的起点，距离于维西站大约11.2公里。车站大致呈东北-西南走向，正门及主站房位于铁路线东南侧，面向科尔贝伊-埃松的老城区，而西北侧亦有出入口，并可连通公交车站。

## 历史
科尔贝伊-埃松站最初建成于1840年，为一个普通的铁路车站。1995年大区快铁D线通车后，科尔贝伊-埃松站成为了一个通勤铁路专用车站。

## 设施
科尔贝伊-埃松站的开放时间为每天的4:35至次日凌晨1:15。站厅内设有人工售票窗口，并设有自动售票机等设施。

## 停靠线路
以下列车线路在科尔贝伊-埃松站停靠：
| 科尔贝伊-埃松站列车线路表（区域线路） |                  |           |             |          |
| 起点                                  | 上一站           | 线路      | 下一站      | 终点     |
| 克雷伊/奥里城                         | 埃夫里塞纳河谷站 | [T] · (D) | （终点）    | （终点） |
| 维列勒贝勒-戈内斯                     | 铁臂             | [T] · (D) | 穆兰加朗    | 马勒塞布 |
| 维列勒贝勒-戈内斯/于维西/（起点）     | 铁臂/（起点）    | [T] · (D) | 埃松-罗班松 | 默伦     |

## 配套交通

### 长途客车
| 停靠科尔贝伊-埃松站的大巴车 |              |                                                                       |
| 上下车地点                  | 运营单位     | 主要线路及目的地                                                      |
| 科尔贝伊-埃松站东南侧       | 蓝色巴士公交 | - 284.006线：埃夫里、米伊拉福雷、埃科尔河畔翁西                       |
| 科尔贝伊-埃松站东南侧       | SNCF Car TER | （当RER D施工或罢工时，SNCF可能会提供途径该线路沿途站点的临时大巴车） |
| 1. 2. 3.                    |              |                                                                       |

### 市内交通
| 科尔贝伊-埃松站附近的市内公共交通线路                     |                       | |
| 公交车站名称                                              | 位置                  | 停靠线路 |
| Gare routière - Émilie Zola 科尔贝伊-埃松-左拉汽车站      | 科尔贝伊-埃松站西北侧 | - T ZEN - 法兰西岛快速公交1号线：科尔贝伊-埃松-左拉汽车站 ↔ 留圣-留圣-穆瓦西站 - 塞纳-埃松公共交通 - 301路：科尔贝伊-埃松-左拉汽车站 ↔ 勒库德赖-蒙索-戴维·杜耶 - 303路：科尔贝伊-埃松-左拉汽车站 ↔ 科尔贝伊-埃松-亨利·杜朗 - 埃松城际公共交通 - 401路：科尔贝伊-埃松-左拉汽车站 ↔ 奥尔日河畔圣米歇尔-快铁站 - 405路：科尔贝伊-埃松-左拉汽车站 ↔ 里斯-奥朗日斯-莫朗日斯-棘林站 |
| Gare routière - Henri Barbusse 科尔贝伊-埃松-巴比塞汽车站 | 科尔贝伊-埃松站东南侧 | - 塞纳-埃松公共交通 - 300路：科尔贝伊-埃松-游泳池 （环线） - 302路：科尔贝伊-埃松-巴比塞汽车站 ↔ 塞纳河畔桑特里-塞纳村 - 304路：科尔贝伊-埃松-左拉汽车站 ↔ 维拉贝-商业中心 - 305路：科尔贝伊-埃松-巴比塞汽车站 ↔ 塞纳河畔苏瓦西-圣母-共和 - 312路：科尔贝伊-埃松-巴比塞汽车站 ↔ 塞纳河畔桑特里-塞纳村（途径杜瓦诺高中） - 姐妹巴士公交 - 7001路：科尔贝伊-埃松-巴比塞汽车站 ↔ 圣日耳曼-莱科尔贝伊-蟋蟀洞 - - 135路：圣乔治新城-快铁站 ↔ 科尔贝伊-埃松-巴比塞汽车站 - 144路：巴黎-火车东站 ↔ 科尔贝伊-埃松-巴比塞汽车站 |
| 1. 2. 3. 4.                                               |                       | |

### 社会车辆
科尔贝伊-埃松站附近设有社会车辆停车场，拥有大约300~500个免费停车位。

## 临近车站
| 科尔贝伊-埃松站（Gare de Corbeil-Essonnes） |                           |              |
| 上行车站                                    | 线路                      | 下行车站     |
| 埃夫里塞纳河谷站                            | 圣乔治新城—蒙塔日铁路     | 穆兰加朗站   |
| 铁臂-埃夫里-生命园站                        | 格里尼－科尔贝伊-埃松铁路 | （终点）     |
| （起点）                                    | 科尔贝伊-埃松－蒙特罗铁路 | 埃松罗班松站 |
| - 本表仅显示运营中的线路及车站              |                           |              |